# Јулијан Цезарини
Јулијан Цезарини Старији (италијански: Giuliano Cesarini, seniore; 1398 - 10. новембар 1444) је био кардинал папе Мартина V. Председавао је Базелским сабором до 1437. године. У име папе Евгенија IV потписао је црквену унију са византијском православном црквом познатију као Фирентинска унија (1439). Један је од главних проповедника и учесника Варнинског крсташког рата у коме је и погинуо у бици код Варне 1444. године.

## Базелски и Фирентински сабор
Цезарини је рођен 1398. године у Риму као један од петорице браће познате римске породице. Његов брат Ђакомо био је папски подеста Орвиета и Фолиња, високи судски и војни функционер. Школовао се у Перуђи где је учио римско право. Када је западна шизма окончана прихватањем папе Мартина за јединог папу, Цезарини се вратио у Рим где је био у служби кардинала Бранда од Кастиљона. Са кардиналом Брандом је 1419. године у Чешкој и Немачкој где су избиле отворене побуне Хусита. Као папски изасланик, Цезарини је путовао у Енглеску. Мартин га је 1426. године поставио за кардинала и убрзо га послао у Немачку да проповеда крсташки рат против Хусита. Након пропасти крсташког рата, Цезарини је преседавао сабором у Базелу. Као председавајући, Цезарини се успешно опирао покушајима новог папе Евгенија IV да распусти сабор. Повукао се 1437. године због сукова са већином делегата који су више желели да понизе новог папу него да спроведу реформе цркве. Када је Евгеније сазвао сабор у Ферари, Цезарини је на челу делегације која преговара са Византијом. Преговори су завршени склапањем краткотрајне Фирентинске уније.

## Крсташки рат
Након окончања сабора, Цезарини је послат као папски легат у Угарску (1442) где је папа посредовао у решавању кризе настале након смрти Алберта II. Елизабета Луксембуршка, Албертова удовица, остала је сама са малолетним дететом које је крунисано као Ладислав V. Међутим, успон Османлија представљао је озбиљну опасност по Угарску, те је племство позвало младог пољског краља Владислава III Јагелонца и крунисало га за угарског краља. Владиславов задатак био је да одбрани државу од Турака. У Ђеру је Цезарини 13. децембра 1442. године прихватио Владислава за угарског краља до Ладиславовог стицања пунолетства. Цезарини је постао повереник новог краља. Године 1443. отишао је у Беч на двор Фридриха III. Постао је један од главних организатора новог крсташког рата против Османлија чији је циљ био спречавање османске инвазије на Европу. Јуна 1444. године угарски краљ је, након успешног продора до Софије, потписао са султаном Муратом II мир у Сегедину на десет година. Цезарини је инсистирао на раскидању споразума. То се догодило септембра исте године. Угари су покренули нов поход који је довео до катастрофалне битке на Варни (10. новембар 1444. година). Јулијан Цезарини убијен је у бици. Гласине да је побегао са бојног поља су лажне.
У писмима Енеја Силвио Пиколомини, касније папа Пије II, описује Цезаринијеву несрећу у ратовима, али такође пише да је кардинал отишао право у рај након мученичке смрти у бици код Варне. Међу Цезаринијевим ученицима је и Доменико Капраника, познати италијански канониста и државник.